# Бірмінгем (Мічиган)
Бірмінгем (англ. Birmingham) — місто (англ. city) в США, в окрузі Окленд штату Мічиган. Населення — 21 813 особи (2020).

## Географія
Бірмінгем розташований за координатами 42°32′41″ пн. ш. 83°13′0″ зх. д. / 42.54472° пн. ш. 83.21667° зх. д. (42.544805, -83.216576). За даними Бюро перепису населення США в 2010 році місто мало площу 12,44 км², з яких 12,41 км² — суходіл та 0,03 км² — водойми.

## Демографія
Згідно з переписом 2010 року, у місті мешкали 20 103 особи в 9039 домогосподарствах у складі 5307 родин. Густота населення становила 1616 осіб/км². Було 9979 помешкань (802/км²).
Расовий склад населення:
| - 92,3 % — білих - 3,0 % — чорних або афроамериканців - 2,5 % — азіатів - 0,1 % — корінних американців |

До двох чи більше рас належало 1,6 %. Частка іспаномовних становила 2,1 % від усіх жителів.
За віковим діапазоном населення розподілялося таким чином: 24,6 % — особи молодші 18 років, 61,7 % — особи у віці 18—64 років, 13,7 % — особи у віці 65 років та старші. Медіана віку мешканця становила 41,1 року. На 100 осіб жіночої статі у місті припадало 92,7 чоловіків; на 100 жінок у віці від 18 років та старших — 89,1 чоловіків також старших 18 років.
Середній дохід на одне домашнє господарство становив 166 549 доларів США (медіана — 108 135), а середній дохід на одну сім'ю — 210 966 доларів (медіана — 141 123). Медіана доходів становила 106 200 доларів для чоловіків та 74 508 доларів для жінок. За межею бідності перебувало 4,0 % осіб, у тому числі 4,8 % дітей у віці до 18 років та 4,9 % осіб у віці 65 років та старших.
Цивільне працевлаштоване населення становило 10 669 осіб. Основні галузі зайнятості: освіта, охорона здоров'я та соціальна допомога — 23,8 %, науковці, спеціалісти, менеджери — 22,2 %, виробництво — 15,0 %, фінанси, страхування та нерухомість — 11,7 %.

## Уродженці
- Дейв Тротт (* 1960) — американський політик-республіканець, член Палати представників.